# Люди Ікс (серія фільмів)
«Люди Ікс» (англ. X-Men film series) — серія фантастичних фільмів про людей-мутантів, що мають неймовірні сили, яка заснована на однойменних коміксах компанії Marvel Comics. На даний час складається з оригінальної трилогії, трилогії про Росомаху, фільмів про Дедпула, фільмів-приквелів, які є перезапуском франшизи та одного спін-оффу.
На даний час серія фільмів «Люди Ікс» займає п'яте місце в рейтингу найкасовіших франшиз в історії, зібравши близько 6 мільярдів доларів США. Франшиза закрита у 2020 році через покупку 20th Century Fox компанією Disney і буде перезапущена Marvel Studios, як частина кіновсесвіту Marvel.

## Фільми
| Назва                              | Прем'єра в Україні | Режисер        | Сценаристи                                       | Продюсери                                                        |
| ---------------------------------- | ------------------ | -------------- | ------------------------------------------------ | ---------------------------------------------------------------- |
| Люди Ікс                           | 13 липня 2000      | Браян Сінгер   | Девід Гейтер                                     | Лорен Шулер Доннер, Ральф Вінтер                                 |
| Люди Ікс 2                         | 27 квітня 2003     | Браян Сінгер   | Майкл Доґерті, Ден Гарріс, Девід Гейтер          | Лорен Шулер Доннер, Ральф Вінтер                                 |
| Люди Ікс: Остання битва            | 24 травня 2006     | Бретт Ретнер   | Саймон Кінберг, Зак Пенн                         | Аві Арад, Лорен Шулер Доннер, Ральф Вінтер                       |
| Люди-Х: Росомаха                   | 30 квітня 2009     | Гевін Гуд      | Девід Беніофф, Скіп Вудс                         | Лорен Шулер Доннер, Ральф Вінтер, Г'ю Джекман, Джон Палермо      |
| Люди Ікс: Перший клас              | 2 червня 2011      | Метью Вон      | Ешлі Міллер, Зак Стенц, Джейн Ґолдман, Метью Вон | Лорен Шулер Доннер, Браян Сінґер, Саймон Кінберг, Ґреґорі Ґудман |
| Росомаха                           | 25 липня 2013      | Джеймс Менголд | Марк Бомбак, Скотт Франк                         | Лорен Шулер Доннер, Гатч Паркер                                  |
| Люди Ікс: Дні минулого майбутнього | 21 травня 2014     | Браян Сінґер   | Саймон Кінберг                                   | Лорен Шулер Доннер, Браян Сінґер, Саймон Кінберг, Гатч Паркер    |
| Дедпул                             | 11 лютого 2016     | Тім Міллер     | Ретт Різ, Пол Вернік                             | Лорен Шулер Доннер, Саймон Кінберг, Раян Рейнольдс               |
| Люди Ікс: Апокаліпсис              | 26 травня 2016     | Браян Сінґер   | Саймон Кінберг                                   | Лорен Шулер Доннер, Браян Сінґер, Саймон Кінберг, Гатч Паркер    |
| Лоґан: Росомаха                    | 2 березня 2017     | Джеймс Менголд | Скотт Франк, Джеймс Менґолд, Майкл Ґрін          | Лорен Шулер Доннер, Саймон Кінберг, Гатч Паркер                  |
| Дедпул 2                           | 17 травня 2018     | Девід Літч     | Ретт Різ, Пол Вернік, Раян Рейнольдс             | Лорен Шулер Доннер, Саймон Кінберг, Раян Рейнольдс               |
| Люди Ікс: Темний Фенікс            | 6 червня 2019      | Саймон Кінберг | Саймон Кінберг                                   | Лорен Шулер Доннер, Саймон Кінберг, Гатч Паркер, Тодд Галловелл  |
| Нові мутанти                       | 3 вересня 2020     | Джош Бун       | Джош Бун, Кнейт Лі                               | Саймон Кінберг, Карен Розенфельт, Лорен Шулер Доннер             |

### Люди Ікс (2000)
У 1994 20th Century Fox і продюсер Лорен Шулер Доннер купили права на екранізацію «Люди Ікс». Ендрю Кевін Волкер був найнятий, щоб написати сценарій, а режисер Джеймс Кемерон висловив зацікавленість в управлінні зніманнями. Браян Сінгер підписав контракт режисера в липні 1996. Хоч він і не шанувальник коміксів, він був зачарований аналогією забобонів та дискримінацій, запропонованих їм. Джон Логан, Джосс Ведон, Ед Соломон Крістофер Мак-Кворі і Девід Гейтер написали сценарій, але в титрах був вказаний тільки Гейтер. Знімання фільму проходили з 22 вересня 1999 по 3 березня 2000 в Торонто.
Перший фільм «Люди Ікс» найбільш звертає увагу на Росомаху (Г'ю Джекман) і Роуг (Анна Паквін), які намагаються прижитися серед нових людей, таких же, як вони, а також допомогти новим друзям у боротьбі з ненависником людей Магнето (Ієн Мак-Келлен).

### Люди Ікс 2 (2003)
Fox найняла Девіда Гейтера і Зака Пенна, щоб написати свої власні сценарії для фільму, які Браян Сінгер буде вибирати, з метою виходу фільму на екрани в грудні 2002. Деякі частини фільму були засновані на коміксі X-Men: Бог любить, людина вбиває, хоча персонаж Вільям Страйкер був змінений з преподобного на полковника. Майкл Догерті та Ден Харріс були найняті, щоб переписати сценарій в лютому 2002. Знімання розпочалися 17 червня 2002 в Ванкувері та закінчилися в листопаді, але вихід фільму відбувся 1 травня 2003.
У фільмі з'являється новий противник Людей Ікс, полковник Вільям Страйкер (Браян Кокс), який намагається заволодіти машиною професора Ксав'єра (Патрік Стюарт) «Церебро». Для того, щоб перемогти Страйкера, Люди Ікс об'єднуються з Братством мутантів Магнето (Ієн Мак-Келлен).

### Люди Ікс: Остання битва (2006)
Браян Сінгер хотів знімати третій фільм одразу після четвертого. 16 липня 2004, він пішов з проєкту для роботи над фільмом «Повернення Супермена», встигнувши завершити історію про Фенікса і впровадити у фільм Емму Фрост, роль якої була призначена для Сігурні Вівер. Крім того, Сінгер також хотів продемонструвати характери Роуг, Айсберга і Піро. Саймон Кінберг і Зак Пенн були найняті в наступному місяці, а історія «Обдаровані» Джосса Відона з серії коміксів Astonishing X-men була запропонована як основна історія. Меттью Вон долучився як режисер у лютому 2005, але залишив через напружений графік. Бретт Ретнер обійняв цю посаду в червні, і знімання фільму розпочалися 2 серпня 2005.

### Люди-Х: Росомаха(2009)
Це перший фільм з трилогії про Росомаху. В ньому розповідається про історію Росомахи до того, як він потрапив до школи Професора Ікс. Фільм знімався у Канаді, Новій Зеландії й Австралії. Прем'єра відбулась 29 квітня у Австралії. Бюджет картини становив 150 млн. доларів, а касові збори — 373 062 864 долари.

### Люди Ікс: Перший Клас(2011)
Фільм розповідає історію заснування команди Людей Ікс. Головними героями виступають Чарльз Ксав'єр і Ерік Леншер, які в майбутньому стануть заклятими ворогами. Події відбуваються у 1962 році під час Холодної Війни. Таємничий «Клуб Пекельного Вогню», що складається з мутантів прагне розв'язати повномасштабну війну між США та Радянським Союзом. Їхнім планам хоче завадити агент ЦРУ Мойра Мактаггерт, шукаючи експерта з мутацій людини. Ним і стає Чарльз Ксав'єр.
На розробку кінострічки витратили 160 мільйонів доларів, а у прокаті «Перший клас» зібрав 317 мільйонів доларів.

### Росомаха(2013)
Події фільму відбуваються після «Людей Ікс: Остання битва» в Японії. Росомаха живе в лісі, але одного разу він зустрічає дівчину Юкіо. Вона запрошує його до Ічіро Яшіда, якого Росомаха врятував від смерті під час вибуху ядерної бомби в Нагасакі. На розробку стрічки витратили 115 мільйонів доларів, а касові збори становили 416,5 мільйонів.

### Люди Ікс: Дні минулого майбутнього(2014)
Сюжет розгортається у двох часах — 2023 і 1973 роках. У майбутньому мутантів знищують роботи-вартові, які навчились копіювати їх здібності. Щоб запобігти цьому вціліла команда Людей Ікс вирішує відправити Росомаху у минуле. Таким способом творці фільму роблять перезапуск франшизи. В Україні фільм вийшов 22 травня 2014 року. Касові збори становили 745,9 мільйонів доларів при бюджеті у 200 мільйонів доларів.

### Дедпул(2016)
Розробка фільму почалась ще з 2009 року, тому що Раяну Рейнольдсу (виконавцю ролі Дедпула), як і більшості фанатам, не сподобалась версія персонажа у «Люди Ікс: Початок: Росомаха». Актор вимагав перезапуску персонажа у вигляді окремого фільму. Розробка стрічки зайняла 7 років. Це перший фільм у франшизі з рейтингом 18+. Головний герой впродовж всього фільму «ламав четверту стіну», тобто спілкувався з глядачем. Вихід «Дедпула» відбувся в Україні 11 лютого 2016 року. У прокаті цей експериментальний фільм зібрав 782,6 мільйонів доларів США, а бюджет становив 58 мільйонів.

### Люди Ікс: Апокаліпсис(2016)
Події цієї частини відбуваються 10 років після «Днів минулого майбутнього». Один із найдревніших мутантів світу — Ен Сабах Нур, або як його називають у міфах Апокаліпсис, пробуджується і має на меті знищити всю Землю. А на інститут Чарльза Ксав'єра нападає команда Страйкера. Фільм зібрав у прокаті 426,9 мільйона доларів при кошторисі 178 мільйонів. Прем'єра в Україні — 19 травня 2016 року.

### Лоґан: Росомаха(2017)
2029 рік. Похмуре майбутнє — мутанти повністю винищені, а випадки їх народження зведені до нуля. Єдиними, хто вижив є Росомаха, Калібан і Професор Ікс. Лоґан зустрічає дівчинку Лору, яка виявляється його клоном. Фільм знятий за мотивами комікс-серії «Старий Лоґан». Третю частину пригод Росомахи продемонстрували в українських кінотеатрах 2 березня 2017 року.

### Дедпул 2(2018)
Перша частина «Дедпула» багатьом сподобалась, тому розробка сиквелу почалась дуже рано. Дедпула нарешті беруть до складу Людей Ікс і на першому завданні він зустрічає хлопчика на ім'я Рассел Коллінз, якого Дедпул хоче визволити з в'язниці для мутантів. У «Дедпулі 2» з'являються нові персонажі кіновсесвіту Людей Ікс — Кейбл і Доміно. У фільмі багато бонусних сцен під час титрів. Кошторис фільму склав 110 мільйонів доларів. У прокат фільм вийшов 17 травня 2018 року та зібрав 693 мільйони доларів по всьому світі.

### Люди Ікс: Темний Фенікс(2019)
1992 рік. Люди Ікс стали національними героями. На одній з місій у космосі під час порятунку астронавтів у тілі Джин Ґрей поселяється космічна сутність на ім'я Фенікс. Команда мутантів має вирішити, що робити з такою величезною силою, з якою Джин самостійно не може впоратись.

### Нові мутанти(2020)
Фільм про групу молодих мутантів, які борються за своє життя. Кінострічка заснована на однойменній серії коміксів.

## Телесеріали
| Назва      | Сезон | К-ть серій | Показ           | Показ           | Показ     | Шоуранер  |
| Назва      | Сезон | К-ть серій | Прем'єра сезону | Фінал сезону    | Телеканал | Шоуранер  |
| ---------- | ----- | ---------- | --------------- | --------------- | --------- | --------- |
| Легіон     | 1     | 8          | 8 лютого 2017   | 29 березня 2017 | FX        | Ной Говлі |
| Легіон     | 2     | 11         | 3 квітня 2018   | 12 червня 2018  | FX        | Ной Говлі |
| Легіон     | 3     | 8          | 24 червня 2019  | 12 серпня 2019  | FX        | Ной Говлі |
| Обдаровані | 1     | 13         | 2 жовтня 2017   | 15 січня 2018   | Fox       | Метт Нікс |
| Обдаровані | 2     | 16         | 25 вересня 2018 | 26 лютого 2019  | Fox       | Метт Нікс |

### Легіон (2017—2019)
Головний герой має численні роздвоєння особистості, кожна з яких управляє одним з видів його надприродних можливостей.

### Обдаровані (2017—2019)
Події серіалу відбуваються в альтернативній часовій лінії, де Люди Ікс зникли. Стівен Моєр та Емі Екер виконують ролі звичайних батьків, які змушенні тікати від уряду після того, як вони виявлять мутантські здібності своїх дітей.

## Хронологія
Події фільмів розділені на дві хронології: оригінальну та нову. Актор Г'ю Джекман спочатку казав, що події фільму «Лоґан: Росомаха» відбуваються в альтернативному всесвіті та не стосуються інших фільмів, але режисер Джеймс Менголд заявив що це не так. Згодом Marvel у книзі «Офіційний довідник всесвіту Marvel від А до Я» офіційно визнала, що цей фільм знаходиться в окремому всесвіті. У мультивсесвіті Marvel всесвітом оригінальної хронології є Земля-10005, подій фільму «Дедпул 2» — Земля-41633, подій фільму «Лоґан: Росомаха» — Земля-17315, при цьому нова хронологія, що включає фільми-приквели та фільми «Дедпул» й «Нові мутанти», все ще не мають офіційного номера.
Підписи на фільмах уточнюють про який саме фрагмент цього фільму йдеться.

## Актори й персонажі
| Персонажі                   | Фільми           | Фільми         | Фільми         | Фільми          | Фільми           | Фільми          | Фільми                            | Фільми         | Фільми           | Фільми        | Фільми         | Фільми           | Фільми       |
| Персонажі                   | Люди Ікс         | Люди Ікс 2     | Остання битва  | Росомаха (2009) | Перший клас      | Росомаха (2013) | Дні минулого майбутнього          | Дедпул         | Апокаліпсис      | Лоґан         | Дедпул 2       | Темний Фенікс    | Нові мутанти |
| --------------------------- | ---------------- | -------------- | -------------- | --------------- | ---------------- | --------------- | --------------------------------- | -------------- | ---------------- | ------------- | -------------- | ---------------- | ------------ |
| Лоґан Росомаха              | Г'ю Джекман      | Г'ю Джекман    | Г'ю Джекман    | Г'ю Джекман     | Г'ю Джекман      | Г'ю Джекман     | Г'ю Джекман                       |                | Г'ю Джекман      | Г'ю Джекман   |                |                  |              |
| Чарльз Ксав'єр Професор Ікс | Патрік Стюарт    | Патрік Стюарт  | Патрік Стюарт  | Патрік Стюарт   | Джеймс Мак-Евой  | Патрік Стюарт   | Патрік Стюарт / Джеймс Мак-Евой   |                | Джеймс Мак-Евой  | Патрік Стюарт |                | Джеймс Мак-Евой  |              |
| Ерік Леншерр Магнето        | Ієн Мак-Келлен   | Ієн Мак-Келлен | Ієн Мак-Келлен |                 | Майкл Фассбендер | Ієн Мак-Келлен  | Ієн Мак-Келлен / Майкл Фассбендер |                | Майкл Фассбендер |               |                | Майкл Фассбендер |              |
| Джин Ґрей Темний фенікс     | Фамке Янссен     | Фамке Янссен   | Фамке Янссен   |                 |                  | Фамке Янссен    | Фамке Янссен                      |                | Софі Тернер      |               |                | Софі Тернер      |              |
| Скотт Саммерс Циклоп        | Джеймс Марсден   | Джеймс Марсден | Джеймс Марсден | Тім Рокок       |                  |                 | Джеймс Марсден                    |                | Тай Шерідан      |               |                | Тай Шерідан      |              |
| Ороро Монро Шторм           | Геллі Беррі      | Геллі Беррі    | Геллі Беррі    |                 |                  |                 | Геллі Беррі                       |                | Олександра Шип   |               |                | Олександра Шип   |              |
| Мері Роуґ                   | Анна Паквін      | Анна Паквін    | Анна Паквін    |                 |                  |                 | Анна Паквін                       |                |                  |               |                |                  |              |
| Рейвен Даркголм Містік      | Ребекка Ромейн   | Ребекка Ромейн | Ребекка Ромейн |                 | Дженніфер Лоренс |                 | Дженніфер Лоренс                  |                | Дженніфер Лоренс |               |                | Дженніфер Лоренс |              |
| Генк МакКой Звір            |                  | Стів Бачич     | Келсі Греммер  |                 | Ніколас Голт     |                 | Ніколас Голт / Келсі Греммер      |                | Ніколас Голт     |               |                | Ніколас Голт     |              |
| Боббі Дрейк Айсмен          | Шон Ешмор        | Шон Ешмор      | Шон Ешмор      |                 |                  |                 | Шон Ешмор                         |                |                  |               |                |                  |              |
| Джон Еллердайс Піро         | Олександр Бартон | Аарон Стенфорд | Аарон Стенфорд |                 |                  |                 |                                   |                |                  |               |                |                  |              |
| Кітті Прайд                 | Самела Кей       | Кеті Стюарт    | Еллен Пейдж    |                 |                  |                 | Еллен Пейдж                       |                |                  |               |                |                  |              |
| Курт Ваґнер Нічний змій     |                  | Алан Каммінґ   |                |                 |                  |                 |                                   |                | Коді Сміт-Макфі  |               |                | Коді Сміт-Макфі  |              |
| Джубілейшн Лі Джубілі       | Кетрін Флоренс   | Кіа Вонг       | Кіа Вонг       |                 |                  |                 |                                   |                | Лана Кондор      |               |                |                  |              |
| Олександр Саммерс Хавок     |                  |                |                |                 | Лукас Тіл        |                 | Лукас Тілл                        |                | Лукас Тіл        |               |                |                  |              |
| Пітер Максімоф Ртуть        |                  |                |                |                 |                  |                 | Еван Пітерс                       |                | Еван Пітерс      |               |                |                  |              |
| Мойра Мактаггерт            |                  |                | Олівія Вільямс |                 | Роуз Бірн        |                 |                                   |                | Роуз Бірн        |               |                |                  |              |
| Вільям Страйкер             |                  | Браян Кокс     |                | Денні Г'юстон   |                  |                 | Джош Гелман                       |                | Джош Гелман      |               |                |                  |              |
| Пітер Распутін Колосс       | Дональд МакКінон | Даніель Кадмор | Даніель Кадмор |                 |                  |                 | Даніель Кадмор                    | Стефан Капічич |                  |               | Стефан Капічич |                  |              |
| Вейд Вілсон Дедпул          |                  |                |                | Раян Рейнольдc  |                  |                 |                                   | Раян Рейнольдс |                  |               | Раян Рейнольдс |                  |              |

## Сприйняття

### Касові збори
| Назва                              | Збори          | Збори          | Збори        | Збори          | Бюджет         | Джерело              |
| Назва                              | США, Канада    | Решта світу    | Лише Україна | Загальні       | Бюджет         | Джерело              |
| ---------------------------------- | -------------- | -------------- | ------------ | -------------- | -------------- | -------------------- |
| Люди Ікс                           | $157,299,718   | $139,039,810   | —            | $296,339,528   | $75 млн        | [ 22 ]               |
| Люди Ікс 2                         | $214,949,694   | $192,761,855   | —            | $407,711,549   | $110 млн       | [ 23 ]               |
| Люди Ікс: Остання битва            | $234,362,462   | $226,072,829   | $688,535     | $460,435,291   | $210 млн       | [ 24 ]               |
| Люди-Х: Росомаха                   | $179,883,157   | $193,179,707   | $483,429     | $373,062,864   | $150 млн       | [ 25 ]               |
| Люди Ікс: Перший клас              | $146,408,305   | $206,208,385   | $595,528     | $352,616,690   | $160 млн       | [ 26 ]               |
| Росомаха                           | $132,556,852   | $282,271,394   | $1,251,853   | $414,828,246   | $120 млн       | [ 27 ]               |
| Люди Ікс: Дні минулого майбутнього | $233,921,534   | $512,124,166   | $1,047,879   | $746,045,700   | $200 млн       | [ 28 ]               |
| Дедпул                             | $363,070,709   | $419,766,082   | $2,039,335   | $782,836,791   | $58 млн        | [ 29 ]               |
| Люди Ікс: Апокаліпсис              | $155,442,489   | $388,491,616   | $903,314     | $543,934,105   | $178 млн       | [ 30 ]               |
| Лоґан: Росомаха                    | $226,277,068   | $392,902,882   | $1,376,297   | $619,179,950   | $97 млн        | [ 31 ]               |
| Дедпул 2                           | $324,591,735   | $461,304,874   | $2,441,707   | $785,896,609   | $110 млн       | [ 32 ]               |
| Люди Ікс: Темний Фенікс            | $65,845,974    | $186,597,000   | $966,189     | $252,442,974   | $200 млн       | [ 33 ]               |
| Нові мутанти                       | $23,852,659    | $25,316,935    | $216,594     | $49,169,594    | $67-80 млн     | [ 34 ] [ 35 ] [ 36 ] |
| Усього                             | $2,458,462,356 | $3,626,037,535 | $12,010,660  | $6,084,499,891 | $1735-1748 млн |                      |

### Відгуки

#### Фільми
| Назва                              | Rotten Tomatoes | Rotten Tomatoes    | Metacritic | Metacritic           | IMDb   | CinemaScore |
| Назва                              | Глядачі         | Критики            | Глядачі    | Критики              | IMDb   | CinemaScore |
| ---------------------------------- | --------------- | ------------------ | ---------- | -------------------- | ------ | ----------- |
| Люди Ікс                           | 83%             | 82% (174 відгуки)  | 7.5/10     | 64/100 (33 відгуки)  | 7.3/10 | A-          |
| Люди Ікс 2                         | 85%             | 85% (247 відгуків) | 8.5/10     | 68/100 (37 відгуків) | 7.4/10 | A           |
| Люди Ікс: Остання битва            | 61%             | 57% (239 відгуків) | 6.0/10     | 58/100 (38 відгуків) | 6.6/10 | A-          |
| Люди-Х: Росомаха                   | 58%             | 38% (258 відгуків) | 5.5/10     | 40/100 (39 відгуків) | 6.5/10 | B+          |
| Люди Ікс: Перший клас              | 87%             | 86% (299 відгуків) | 7.8/10     | 65/100 (38 відгуків) | 7.7/10 | B+          |
| Росомаха                           | 69%             | 70% (261 відгук)   | 6.9/10     | 61/100 (46 відгуків) | 6.7/10 | A-          |
| Люди Ікс: Дні минулого майбутнього | 91%             | 90% (333 відгуки)  | 8.3/10     | 75/100 (44 відгуки)  | 7.9/10 | A           |
| Дедпул                             | 90%             | 85% (348 відгуків) | 8.0/10     | 65/100 (49 відгуків) | 8.0/10 | A           |
| Люди Ікс: Апокаліпсис              | 65%             | 47% (349 відгуків) | 6.4/10     | 52/100 (48 відгуків) | 6.9/10 | A-          |
| Лоґан: Росомаха                    | 90%             | 94% (429 відгуків) | 8.5/10     | 77/100 (51 відгук)   | 8.1/10 | A-          |
| Дедпул 2                           | 85%             | 84% (422 відгуки)  | 7.9/10     | 66/100 (51 відгук)   | 7.6/10 | A           |
| Люди Ікс: Темний Фенікс            | 64%             | 22% (388 відгуків) | 5.4/10     | 43/100 (52 відгуки)  | 5.7/10 | B-          |
| Нові мутанти                       | 56%             | 36% (139 відгуків) | 4.3/10     | 43/100 (20 відгуків) | 5.3/10 | —           |
| У середньому                       | 75.6%           | 67.3%              | 7.0/10     | 59.7/100             | 7.0/10 | A           |

#### Телесеріали
| Назва        | Сезон        | Rotten Tomatoes | Rotten Tomatoes    | Metacritic | Metacritic           | IMDb   |
| Назва        | Сезон        | Глядачі         | Критики            | Глядачі    | Критики              | IMDb   |
| ------------ | ------------ | --------------- | ------------------ | ---------- | -------------------- | ------ |
| Легіон       | 1            | 87%             | 90% (238 відгуків) | 8.4/10     | 82/100 (42 відгуки)  | 8.2/10 |
| Легіон       | 2            | 79%             | 91% (160 відгуків) | 7.5/10     | 85/100 (10 відгуків) | 8.2/10 |
| Легіон       | 3            | 91%             | 93% (71 відгук)    | 7.8/10     | 72/100 (6 відгуків)  | 8.2/10 |
| Обдаровані   | 1            | 73%             | 76% (54 відгуків)  | 7.0/10     | 63/100 (22 відгуки)  | 7.2/10 |
| Обдаровані   | 2            | 62%             | 83% (12 відгуків)  | 5.4/10     | —                    | 7.2/10 |
| У середньому | У середньому | 75.6%           | 67.3%              | 7.0/10     | 59.7/100             | 7.0/10 |